# Guteborn
Guteborn (hornolužickosrbsky Wudwor) je obec v Horní Lužici v německé spolkové zemi Braniborsko. Nachází se v zemském okrese Horní Sprévský les-Lužice a má 520 obyvatel.

## Historie
První písemná zmínka o vsi pochází z roku 1455, kdy je uváděna jako Godinborn. K roku 1529 je ve vsi uváděn rytířský statek. Mezi lety 1952 a 1993 se obec nacházela v okrese Senftenberg a okrsku Chotěbuz, od roku 1990 je součástí obnovené spolkové země Braniborsko. Mezi lety 1974 a 1990 byl Guteborn součástí obce Schwarzbach. Roku 2012 se od Ruhlandu oddělil Sorgenteich a připojil se ke Gutebornu.

## Přírodní poměry
Guteborn leží na jihu Braniborska poblíž braniborsko-saské hranice a zároveň na severozápadě Horní Lužice na hranici s Dolní Lužicí. Okolí vsi je převážně zalesněné a zasahuje do něj chráněná krajinná oblast Rohatsch zwischen Guteborn und Hohenbocka. Z množství rybníků je největší Sorgenteich.

## Správní členění
K obci Guteborn náleží také víska Sorgenteich, která však nemá status místní části.

## Osobnosti
- Robert Immanuel Berger (1805–1884), evangelický farář a spisovatel
- Gabriele Meinel (* 1956), běžkyně středních a dlouhých tratí
- Gabriele Theiss (* 1959), politička (SPD), bývalá poslankyně braniborského zemského sněmu
- Hartmut Handschak (* 1961), politik
- Steffen Ziegert (* 1963), vlastivědec

## Pamětihodnosti
- zámecká kaple s parkem (zámek zbořen roku 1948)
- památník obětem 1. světové války